# Euglypta flavopunctata
Euglypta flavopunctata är en skalbaggsart som beskrevs av Blanchard 1850. Euglypta flavopunctata ingår i släktet Euglypta och familjen Cetoniidae. Utöver nominatformen finns också underarten E. f. maculiventris.